# フレン・アギレサバラ
フレン・アギレサバラ・アストゥレス（Julen Agirrezabala Astúlez, 2000年12月26日 - ）は、スペイン・バスク州サン・セバスティアン出身のサッカー選手。バレンシアCF所属。ポジションはGK。

## クラブ経歴
バスク州のサン・セバスティアンに生まれ、2018年にアスレティック・ビルバオのカンテラに加入した 。2019-20シーズンにCチームであるCDバスコニアでアマチュアデビューを果たすと、2020年11月1日にクルブ・ポルトゥガレテ戦でBチームデビューを飾った。
2021年6月、トップチームの監督だったマルセリーノによってプレシーズンに参加するトップチームに帯同し、8月16日のエルチェCFとのリーグ戦でトップチームデビューをプロデビューを果たした。2022-23シーズンから正式にトップチームへと昇格し、背番号13番を身につける。
2025年7月11日、買取オプション付きの1シーズンローンでバレンシアCFに加入した。

## 代表経歴
2021年8月24日、UEFA U-21欧州選手権2023の予選を戦うU-21スペイン代表に初招集された。